# Dom pod Storžičem
Dom pod Storžičem – schronisko turystyczne, znajdujące się w górnej części doliny Lomščicy w pobliżu hali Jesenje, w masywie Storžiča. Pierwotną chatę przekształcono w schronisko w 1938, ale już w następnym roku spłonęło. Współczesne schronisko zostało wybudowane we wrześniu 1951, a w 1959 doprowadzono prąd. W 1981 schronisko przeszło remont.

## Opis
Dom pod Storžičem leży na końcu doliny Lomščicy, którą prowadzi do niego przejezdna droga ze wsi Grahovše. W pobliżu schroniska znajduje się mały parking. Jego położenie bezpośrednio pod północnym stokiem Storžiča czyni z niego dobry punkt startowy dla turystów. Dobrze widać z niego pobliską północną ścianę Storžiča, Tolsti vrh i Karawanki. Zarządza nim PD (Towarzystwo Górskie) Tržič. W schronisku znajduje się 68 łóżek i 60 miejsc w jadalni. Brak pokoju zimowego. Otwarte jest od 15 czerwca do końca września, a także w soboty, niedziele i święta. Znajduje się na trasie Słoweńskiego Szlaku Górskiego.

## Dostęp
- 9 km (3h): z Tržiča przez Lom pod Storžičem
- 3½h: ze schronu w Goździe (Zavetišče v Gozdu, 891 m), przez Malą Poljanę (1325 m)
- 3½-4h: ze Spodnjego Jezerska, koło hali Podstoržec

## Sąsiednie obiekty turystyczne
- 3h: do schroniska na Kriškiej gorze (1471 m), przez Tolsti vrh (1715 m), Transwersalą
- 2½h: do schroniska na Kališču (1534 m), przez Javorniški i Bašeljską Przełęcz
- 3h: Stegovnik (1692 m), przez halę Javornik
- 3½h: Storžič (2132 m), grzbietem Psicy
- 3½h: Storžič (2132 m), przez Škarjeve peči,  Transwersalą
- 3h: Storžič (2132 m), przez Žrelo